# Liste von Bronzebildwerken in Nordrhein-Westfalen
Die Liste von Bronzebildwerken in Nordrhein-Westfalen nennt eine Auswahl von bestehenden oder auch nicht mehr existenten Bronzebildwerken im öffentlichen Raum (oder in Museen) in Nordrhein-Westfalen.

## Liste
Die Einträge sind nach Stadt bzw. Gemeinde sortiert.
| Bezeichnung                                                                       | Ort                                       | Einweihung | Künstler                    | Kommentar                                                                                     | Bild         |
| --------------------------------------------------------------------------------- | ----------------------------------------- | ---------- | --------------------------- | --------------------------------------------------------------------------------------------- | ------------ |
| Kaiser-Friedrich-Denkmal                                                          | Aachen                                    | 1911       | Hugo Lederer                |                                                                                               |              |
| Brander Stier                                                                     | Aachen                                    | 1976       | Karl-Henning Seemann        |                                                                                               |              |
| Karlsbrunnen                                                                      | Aachen                                    | 1620       |                             |                                                                                               |              |
| Fischpüddelchen                                                                   | Aachen                                    | 1911       | Hugo Lederer                |                                                                                               |              |
| Kreislauf des Geldes                                                              | Aachen                                    | 1976       | Karl-Henning Seemann        |                                                                                               |              |
| Kreuzigungsgruppe Henger Herrjotts Fott                                           | Aachen                                    | 1989       | Bonifatius Stirnberg        | Ursprünglich aus Stein 1897 aufgestellt, 1941 abhandengekommen, 1989 in Bronze.               |              |
| Hühnerdieb                                                                        | Aachen                                    | 1913       | Hermann Joachim Pagels      |                                                                                               |              |
| Gustav-Selve-Denkmal                                                              | Altena                                    | 1911       | Clemens Buscher             |                                                                                               |              |
| Grimme-Denkmal                                                                    | Assinghausen                              | 1607       | Albert Pehle                |                                                                                               |              |
| Skulptur Mutter mit Sohn und Tochter                                              | Bergheim                                  | 1980       | Heinz Klein-Arendt          |                                                                                               |              |
| Mahnmal für die Toten beider Weltkriege und für die Opfer des Nationalsozialismus | Bergheim                                  | 1957       | Gerhard Marcks              |                                                                                               |              |
| Historienbrunnen                                                                  | Bergheim                                  | 1983       | Bonifatius Stirnberg        |                                                                                               |              |
| Hengstskulptur Oleander                                                           | Bergheim                                  | 1973       | Ernemann Friedrich Sander   |                                                                                               |              |
| Merkurbrunnen                                                                     | Bielefeld                                 | 1963       | Herbert Volwahsen           |                                                                                               |              |
| Meckermann                                                                        | Bocholt                                   | 1938       | Eugen Severt                | 1938 aus Stein von Eugen Severt, 1945 oder 1946 zerstört, 1951 von Hermann Schlatt in Bronze. |              |
| Kuhhirtendenkmal                                                                  | Bochum                                    |            |                             |                                                                                               |              |
| Knochen-Karl                                                                      | Bochum                                    | 1937       | Joseph Enseling             |                                                                                               | Knochen-Karl |
| Brunnen des Glücks                                                                | Bochum                                    |            |                             |                                                                                               | Knochen-Karl |
| Jobsiade-Brunnen                                                                  | Bochum                                    | 1987       | Karl Ulrich Nuss            | Bezug auf die Jobsiade von Carl Arnold Kortum.                                                |              |
| Beethoven-Denkmal                                                                 | Bonn                                      | 1845       | Ernst Hähnel                | Auf dem Bonner Münsterplatz.                                                                  |              |
| Konrad-Adenauer-Denkmal                                                           | Bonn                                      | 1981       | Hubertus von Pilgrim        |                                                                                               |              |
| Large Two Forms                                                                   | Bonn                                      | 1979       | Henry Moore                 |                                                                                               |              |
| Eduard-Pape-Denkmal                                                               | Brilon                                    |            |                             | 1917 abgerissen                                                                               |              |
| Taubenvatta-Denkmal                                                               | Castrop-Rauxel                            |            |                             |                                                                                               |              |
| Löwendenkmal                                                                      | Dortmund                                  | 1869       | Karl Friedrich Schinkel     |                                                                                               |              |
| Verteidigung einer Sabinerin                                                      | Düren                                     | 1886       | Joseph Uphues               |                                                                                               |              |
| Orpheus-Statue                                                                    | Düren                                     | 1980       | Gerhard Marcks              |                                                                                               |              |
| Adlerpult                                                                         | Düsseldorf                                | 1449       |                             | In der Maxkirche.                                                                             |              |
| Bismarck-Denkmal                                                                  | Düsseldorf                                |            |                             |                                                                                               |              |
| Moltkedenkmal                                                                     | Düsseldorf                                |            |                             |                                                                                               |              |
| Ehra oder Kind mit Ball                                                           | Düsseldorf                                |            |                             |                                                                                               |              |
| Die Nubierin                                                                      | Düsseldorf                                |            |                             |                                                                                               |              |
| Heinrich-Heine-Denkmal                                                            | Düsseldorf                                |            |                             |                                                                                               |              |
| Dreimädelbrunnen                                                                  | Düsseldorf                                |            |                             |                                                                                               |              |
| Stadterhebungsmonument                                                            | Düsseldorf                                |            |                             |                                                                                               |              |
| Vater Rhein und seine Töchter                                                     | Düsseldorf                                |            |                             |                                                                                               |              |
| Kaiser-Wilhelm-Denkmal                                                            | Düsseldorf                                |            |                             |                                                                                               |              |
| Blitzeschleuderer                                                                 | Düsseldorf                                |            |                             |                                                                                               |              |
| Industriebrunnen                                                                  | Düsseldorf                                |            |                             |                                                                                               |              |
| Peter-von-Cornelius-Denkmal                                                       | Düsseldorf                                |            |                             |                                                                                               |              |
| Der Mahner                                                                        | Düsseldorf                                |            |                             |                                                                                               |              |
| Alfred-Krupp-Denkmal                                                              | Essen                                     | 1892       | Alois Mayer, Wilhelm Menges | Zu Ehren von Alfred Krupp. In Kopie im Hügelpark, im Original im Ruhr Museum.                 |              |
| Alfred-Krupp-Denkmal                                                              | Essen                                     | 1889       | Fritz Schaper               | Zu Ehren von Alfred Krupp an der Marktkirche.                                                 |              |
| Bismarck-Denkmal                                                                  | Essen                                     |            |                             |                                                                                               |              |
| Kaiser-Wilhelm-Denkmal                                                            | Essen                                     |            |                             |                                                                                               |              |
| Der gescheiterte Varus                                                            | Haltern                                   |            |                             |                                                                                               |              |
| Bergmannskuh                                                                      | Herne                                     |            |                             |                                                                                               |              |
| Drei Frauen im Gespräch                                                           | Ibbenbüren                                |            |                             |                                                                                               |              |
| Eiserner Mann                                                                     | Kleve                                     | 2004       | Stephan Balkenhol           |                                                                                               |              |
| Panther                                                                           | Köln                                      |            | Fritz Behn                  |                                                                                               |              |
| Reiterstandbild Friedrich Wilhelms IV.                                            | Köln                                      |            |                             |                                                                                               |              |
| Jan-Wellem-Denkmal                                                                | Köln                                      |            |                             |                                                                                               |              |
| Herakles tötet die stymphalischen Vögel                                           | Köln                                      | 1909       | Émile-Antoine Bourdelle     |                                                                                               |              |
| Diana mit springender Antilope                                                    | Köln                                      | 1916       | Fritz Behn                  |                                                                                               |              |
| Draped Reclining Figure                                                           | Köln                                      |            | Henry Moore                 |                                                                                               |              |
| Schlüsseldenkmal                                                                  | Lübbecke                                  |            |                             |                                                                                               |              |
| Onkel Willi und Felix                                                             | Lüdenscheid                               |            |                             |                                                                                               |              |
| Selve-Brunnen                                                                     | Lüdenscheid                               |            |                             |                                                                                               |              |
| Cappenberger Kopf                                                                 | Cappenberg (Selm)                         |            |                             |                                                                                               |              |
| Erinneringe                                                                       | Mettmann                                  |            |                             |                                                                                               |              |
| Denkmal des Großen Kurfürsten                                                     | Minden                                    |            |                             |                                                                                               |              |
| Mindener Kreuz                                                                    | Minden                                    |            |                             |                                                                                               |              |
| Wilhelm I.                                                                        | Mönchengladbach                           | 1893       |                             |                                                                                               |              |
| Zusammenbrechender Krieger                                                        | Am Großen Berg, Ehrenfriedhof, Uhlenhorst | 1933       | Hermann Lickfeld            | Bronze                                                                                        |              |
| Stehendes Mädchen                                                                 | Rosengarten im Catho-Wenzel-Park          |            | Hermann Lickfeld            | Bronze                                                                                        |              |
| Wirbel                                                                            | Münster                                   | 1969       | Henry Moore                 | An der Himmelreichallee 40.                                                                   |              |
| Knecht mit Pferd und Magd mit Stier                                               | Münster                                   |            |                             |                                                                                               |              |
| Theodor-Schwann-Denkmal                                                           | Neuss                                     |            |                             |                                                                                               |              |
| Marienborn                                                                        | Neuss                                     |            |                             |                                                                                               |              |
| Entenbrunnen                                                                      | Nörvenich                                 |            |                             |                                                                                               |              |
| Kaiser-Wilhelm-Denkmal                                                            | Porta Westfalica                          |            |                             |                                                                                               |              |
| Henner und Frieder                                                                | Siegen                                    |            |                             |                                                                                               |              |
| Eselsbrunnen                                                                      | Unna                                      | 1978       | Josef Baron                 |                                                                                               |              |
| Böckchen                                                                          | Witten                                    | 1959       | Clemens Pasch               | Zwischenzeitlich gestohlen, ersetzt.                                                          |              |
| Bellona                                                                           | Wuppertal                                 | 1922       | Georg Kolbe                 |                                                                                               |              |
| Ein neuer erfolgreicher Tag                                                       | Wuppertal                                 | 2008       | Guillaume Bijl              |                                                                                               |              |
| Kaiser-Friedrich-Denkmal                                                          | Wuppertal                                 | 1893       | Gustav Eberlein             | verschwunden                                                                                  |              |
| Kaiser-Wilhelm-Denkmal                                                            | Wuppertal                                 | 1893       | Gustav Eberlein             | eingeschmolzen                                                                                |              |
| Elberfelder Armenpflegedenkmal                                                    | Wuppertal                                 | 1903       | Wilhelm Neumann-Torborg     | Heute eine Rekonstruktion.                                                                    |              |
| Engels-Denkmal                                                                    | Wuppertal                                 | 2014       | Zeng Chenggang              |                                                                                               |              |
| Gerechtigkeitsbrunnen                                                             | Wuppertal                                 | 1910       | Bernhard Hoetger            |                                                                                               |              |
| Zufuhr                                                                            | Wuppertal                                 | 1996       | Tony Cragg                  | Über einem Ansaugloch für die Klimaanlage der Sparkasse Wuppertal.                            |              |
| Die Sitzende                                                                      | Wuppertal                                 | 1959       | Henry Moore                 |                                                                                               |              |
| Domagk                                                                            | Wuppertal                                 | 2013       | Tony Cragg                  |                                                                                               |              |
| Early Forms                                                                       | Wuppertal                                 | 1991       | Tony Cragg                  | Von der Heydt-Museum                                                                          |              |